# Claude de Soria
 (octobre 2014).
Pour les articles homonymes, voir Soria (homonymie).
Claude Rosine de Soria, née le 6 décembre 1926 à Paris, dans le  17e arrondissement, et morte dans le  13e arrondissement, le 7 août 2015,, est une sculptrice française.

## Biographie
Claude de Soria commence sa scolarité à Paris, puis, réfugiée dans le sud, elle embarque en 1943 pour la Tunisie, à Sidi Bou Saïd, où elle achèvera ses études secondaires avant de revenir en France.
Après avoir étudié la gravure pendant six ans au sein des Beaux-Arts de Paris à l’atelier de Robert Cami , Claude de Soria suit dès 1948 les cours de dessin d’André Lhote à l’Académie de la Grande Chaumière à Paris, puis ceux de l’atelier de peinture de Fernand Léger en 1950, avant de découvrir la sculpture avec Ossip Zadkine en 1952. Elle réalise de nombreuses illustrations pour les éditions Julliard.
Elle consigne ses impressions dans des carnets de croquis : Feria de Cordoue, Palio de Sienne, silhouettes croquées sur le vif…
En 1965, ses premiers travaux en terre cuite sont exposés à la galerie Claude Bernard de Paris. A la fin des années 1960, elle réalise ses premières sculptures abstraites avec la série Murs, conçue en battant des pans de terre avec des morceaux de bois. Ses recherches s’orientent ensuite vers la recherche des propriétés plastiques des matériaux.
Son art relève encore de la figuration, en s’inspirant néanmoins de modèles de plus en plus abstraits. En 1972, elle découvre les reliefs naturels du Sahara et, en 1973, elle trouve par hasard un sac de ciment de couleur gris bleuté abandonné, avec lequel elle travaille sur une plaque de miroir. Lors de son démoulage elle découvre sur son envers une surface lisse, parcourue par des ondes et des bulles d’air, laissées par le verre lors du séchage. Ce résultat accidentel de la transformation de la matière, par essence non destiné à être exposé, représentera dès lors la base de son travail. Dès ce moment, et jusqu'à la fin de sa vie, elle ne travaillera que le ciment. L’œuvre de Claude de Soria est constituée de près de 2 500 pièces.
A l'aide de Rhodoïd (matière plastique ; Plaques, 1974-1975), elle crée d’abord des coulées, puis réalise des empreintes sur papier, sous la forme de disques de composition minérale. En remplissant des demi-sphères en plastique de ciment, et en les réunissant par deux, surgissent les Boules en deux parties (1976-1978). Elle poursuit son expérimentation en travaillant cette fois sur la verticalité à l'aide de tubes dans lesquels elle coule du ciment, pour obtenir les Lames et les Contre-lames (1984-1985). Ce n'est qu'en 1987 qu'elle revient à une forme circulaire en réalisant les Ouvertures : des disques ronds aux bords dentelés troués en leur centre. Elle est l’une des rares artistes à avoir utilisé le ciment comme support de création au cours des années 1970, en un moment où celui-ci était perçu comme ingrat. Son travail a ainsi aidé à la réhabilitation de ce matériau en Art.
En 1995, Michelle Porte l'interroge sur son travail dans un documentaire réalisé dans son atelier, pour le Centre Pompidou.

## Présence au cinéma
Elle est l’épouse du collectionneur d’art André Bernheim, et la mère de l’écrivaine Emmanuèle Bernheim (1955-2017) et de Pascale Bernheim (1960). En 2021, elle est incarnée par la comédienne Charlotte Rampling, dans l'adaptation cinématographique du roman éponyme d’Emmanuelle Bernheim, Tout s'est bien passé, réalisée par François Ozon. Le film fait partie de la sélection officielle de la 74e édition du Festival de Cannes.

## Ouverture de son atelier au public
En janvier 2022, après d'importants travaux de rénovation son atelier Boulevard Raspail a ouvert ses portes au public, présentant plus de 2 000 œuvres. En octobre 2022, l'atelier présente une exposition de portraits d'artistes dans leurs ateliers, tous réalisés par le photographe Gérard Rondeau. On y retrouve entre autres les portraits de César, Joan Mitchell, Tadao Ando, Louise Bourgeois, Zao Wou Ki, Christo, Roy Lichtenstein, Keith Haring, Paul Rebeyrolle.

## Acquisitions
- 1992 : acquisition de deux Contre-Lames par le musée national d’art moderne
- 1996 : acquisition d'un ensemble de dix-huit Empreintes lithographiques sur papier avec leurs matrices par la Bibliothèque nationale de France

### Archives inédites
- Philippe Cyroulnik[13], Entretien avec Claude de Soria, document ronéoté, 1979.[réf. nécessaire]

### Filmographie
- Claude de Soria, sculpteur, réalisé par Michelle Porte, 26 minutes, France, 1995. Production : DAP - Délégation aux Arts Plastiques, Collection Centre Georges Pompidou : DAP - CNAP Centre National des Arts Plastiques - Ciments Lafarge Coppée, 1994